# Alexander Prinz
Alexander Prinz (* 20. September 1994 in Halle (Saale)) ist ein deutscher Webvideoproduzent, Journalist, Autor und Unternehmer, der die Pseudonyme Der Dunkle Parabelritter oder Prinz nutzt. Sein Kanal Der Dunkle Parabelritter ist seit März 2024 Teil von Funk.

## Leben
Alexander Prinz studierte an der Martin-Luther-Universität Halle-Wittenberg Deutsch und Geografie für das Lehramt an Gymnasien, brach das Studium allerdings im Zuge seiner Selbstständigkeit ab. Er wuchs in Nemsdorf-Göhrendorf auf und zog später zurück in seinen Geburtsort Halle (Saale).

## Engagement auf YouTube
Im Jahr 2012 gründete Prinz den YouTube-Kanal Der Dunkle Parabelritter, auf dem er in der Anfangsphase noch Kurzfilme und Comedy-Clips veröffentlichte. Der Name spielt auf ein Ereignis in seiner Schulzeit an, bei dem er in einer Freistunde beim Ritter-Spiel neben einem Zeigestock als Schwert eine Parabelschablone als Schild verwendete.
Nach anfänglicher Beschäftigung mit Jugendthemen (wie Liebe, Anerkennung, Engagement etc.) entwickelten sich die Inhalte seines Kanals hin zum Schwerpunkt Heavy Metal. Prinz veröffentlichte Album- und Band-Reviews sowie zahlreiche Reportagen über Musikfestivals. Eine große Reichweite erzielten dabei insbesondere seine journalistischen Beiträge vom Heavy-Metal-Festival Wacken Open Air. Zudem berichtete er auch vom Ragnarök-Festival, vom Full Metal Cruise, vom Summer Breeze und fand durch diese Tätigkeit auch in anderen Medien (wie der FAZ) Erwähnung als wichtige Person der Szene.
In Interviews sprach er mit Bands und Musikern wie Eisbrecher, Blind Guardian, Santiano, Within Temptation, Doro, Hämatom sowie mit dem Comedian Bülent Ceylan.
Für den Fernsehsender ZDF besuchte er 2020 die Gemeinde Wacken in Schleswig-Holstein und sprach mit den Bewohnern über das Nicht-Stattfinden des nach der Gemeinde benannten Open-Air-Festivals während der COVID-19-Pandemie. 2021 moderierte Prinz die Online-Variante des Wacken Open Air.
2015 veröffentlichte er zwei Videos, in denen er den kontroversen Metal-Youtuber Drachenlord interviewte und dessen Grundstück zeigte. Die Videos zählen inzwischen zu den abrufstärksten auf seinem Kanal. Später distanzierte er sich von Drachenlord.
Im Mai 2016 startete Prinz mit einem Team das Silence Metal-Magazin, ein unkommerzielles Online-Musikmagazin, dessen Chefredakteur er war und welches sich mit Metal, der Subkultur und auch angrenzenden Genres beschäftigt. Dort werden Interviews, Reviews und Kolumnen der Autoren veröffentlicht.
Ende 2021 kündigte Alexander Prinz an, keine Videos mehr über Heavy Metal zu produzieren. Mit Blick auf die Zunahme von Populismus und Desinformation während der COVID-19-Pandemie entschied er, sich fortan ausschließlich politischen und gesellschaftskritischen Themen zu widmen. Er veröffentlicht seine persönlichen Stellungnahmen zu Kontroversen zu Spitzenpolitikern und Persönlichkeiten der Zeitgeschichte sowie durch ihn wahrgenommene gesellschaftliche Missstände. Seine Veröffentlichungen basieren hierbei auf eigenen Recherchen.
Prinz selbst bezeichnete seine Arbeit in einem Interview mit dem Portal mittelhessen.de als „politische und gesellschaftliche Kommunikation“. Er nimmt zudem an politischen Debatten teil. So diskutierte er beispielsweise bei Bedroht Cancel Culture die Meinungsfreiheit? in einer Folge von Diskuthek des Magazins Stern. Der Wechsel von musikalischen Inhalten zu gesellschaftskritischen Analysen brachte eine Vervielfachung der Kanal-Aufrufzahlen mit sich. Bis heute verzeichnet der Kanal der dunkle Parabalritter 132.307.269 Aufrufe bei 639.000 Abonnenten bei 993 aktiven Videos.
Einen zweiten YouTube-Kanal mit dem Namen Prinz gründete Alexander im September 2014, der sich als Realtalk-Format mit dem Titel Der Alltägliche Wahnsinn mit kulturellen und gesellschaftskritischen Inhalten befasst.
Im Juni 2022 startete Alexander Prinz den YouTube-Kanal Eisberg. Die Zunahme von Verschwörungserzählungen im Zuge der COVID-19-Pandemie nahm er zum Anlass, auf diesem Kanal ein umfassendes Kompendium weltweiter Verschwörungsmythen zusammenzustellen und diese kritisch zu hinterfragen. Erweitert wurde dieser Kanal um Portraits historisch relevanter Persönlichkeiten.
Am 5. März 2024 gab Prinz auf seinem Kanal bekannt, dass er mit seinem Hauptkanal ab sofort Teil des Funk Netzwerks von ARD und ZDF sein werde. Die Kooperation ist zunächst auf 24 Monate befristet und umfasst die Zusammenarbeit mit einer neunköpfigen Redaktion. Das erste im Rahmen dieser Partnerschaft produzierte Video befasste sich mit dem Thema Kulturkampf und Wokeness.

## Buchveröffentlichung und Podcasts
Im März 2021 erschien sein erstes Buch Du kannst sie nicht alle töten. Überleben unter Idioten – ein Ratgeber im riva Verlag. Dieses stieg auf Platz 2 der Spiegel-Verkaufscharts für Sachbücher ein und hielt sich sieben Wochen in den Top 20 der gleichlautenden Bestsellerliste.
Seit März 2020 produziert Prinz zusammen mit Maik Weichert, Gitarrist der Metalcore-Band Heaven Shall Burn, einen Podcast mit dem Titel Zart wie Kruppstahl.
Mit dem Journalisten und Autor Thilo Mischke veröffentlichte er im Juli 2022 eine Podcast-Folge in der Reihe Alles muss raus.
Prinz hatte zudem einen Auftritt in Deutschland 3000, dem Podcast von Journalistin und Moderatorin Eva Schulz.

## Unternehmertum
2017 gründete er zusammen mit seinem Geschäftspartner Jörn Rohrberg das Unternehmen Von Tiling GmbH. Unter diesem Namen werden Fair-Trade-Textilien mit unterschiedlichen Motiven sowie Merchandising-Produkte für Bands des Metal- und Folk-Genres hergestellt und verkauft.
Gemeinsam mit dem Veranstalter des Ragnarök-Festivals, Ivo Raab, gründete Prinz im Dezember 2018 die Askania Event UG. Als dessen Geschäftsführer richtete Prinz im Juni 2019 zum ersten Mal das Mittelalter-Event Sternenklang Festival auf der Niederburg in Kranichfeld (Thüringen) aus, auf dem unter anderem die Bands Corvus Corax, Haggard, Mr. Hurley & die Pulveraffen und Vogelfrey auftraten. Das Festival sollte im Juni 2020 zum zweiten Mal an diesem Ort stattfinden, musste aber wegen der COVID-19-Pandemie um ein Jahr verschoben werden. Auch im Jahr 2021 konnte das Festival wegen der COVID-19-Pandemie nicht stattfinden, es wurde aber am 18. und 19. Juni 2021 ein Online-Festival in der Moritzbastei in Leipzig durchgeführt. 2022 fand das Sternenklang-Festival unter anderem mit den Bands Faun, Feuerschwanz und Harpyie wieder auf der Niederburg in Kranichfeld statt. 2023 traten dort im Juni u. a. die Bands Tanzwut, Manntra, Vera Lux, Storm Seeker und Waldkauz auf.

## Weitere Tätigkeiten
Seit 2017 ist Alexander Prinz deutschlandweit als Redner für die Themen Neue Medien, (Digitales) Marketing und Medienpädagogik aktiv. So war er unter anderem auf der Transforming Media 2017 in Nürnberg, den Medientagen in München und der Fachtagung Medien SOS-Kinderdörfer. Zudem tritt er als Gastredner auf Online-Kongressen wie dem Metalheart 2017 auf. Im März 2021 sprach Prinz während der COVID-19-Pandemie zur Eröffnung der Chiemgauer Medienwochen in einem Vortrag über die Auswirkungen der Pandemie auf das Bildungssystem und die Identitätsbildung bei Jugendlichen zwischen analoger und digitaler Wirklichkeit.
Prinz war im November 2018 Teil der Youtube-Initiative #NichtEgal mit der damaligen Bundesfamilienministerin Franziska Giffey als Schirmherrin. In Workshops an 61 Schulen wurden für dieses Projekt Jugendliche für ein respektvolles Miteinander und Toleranz im Netz sensibilisiert.
2019 präsentierte der Rockradiosender Radio Bob einen eigenen Online-Stream mit dem Titel Der Dunkle Parabelritter mit Musikempfehlungen, Wissenswertem und Anekdoten von Alexander Prinz.
Im Juli 2020 sang Prinz den Song Wanderer für die deutsche Pagan-Metal-Band Varg ein, der auf dem Album Zeichen erschien.
Prinz war im Juni 2022 als Speaker auf der Re:publica unter dem Motto Alternative Ausspielungskanäle journalistischer Recherchen auf einem Panel zusammen mit Melanie Stein, Sham Jaff und Georgine Kellermann.
Im Mai 2023 war er Ehrenjury-Mitglied der deutschsprachigen Debattiermeisterschaft.
Zusammen mit Enissa Amani und Celine Höffken war Prinz im September 2023 zu Gast bei einer Sendung von Deep und deutlich, in der er über seine ostdeutsche Identität sprach und den Erfolg der AfD in Ostdeutschland erklärte.

Prinz war Teil einer Hart-aber-fair-Sendung unter dem Titel „Populismus, Hass und Fakes: Wie gefährlich sind soziale Medien?“ und führte im Anschluss ein Gespräch mit Louis Klamroth, dem Moderator, u. a. über die Inhalte, den Aufbau und Verbesserungsmöglichkeiten der Sendung bzw. des Formats.

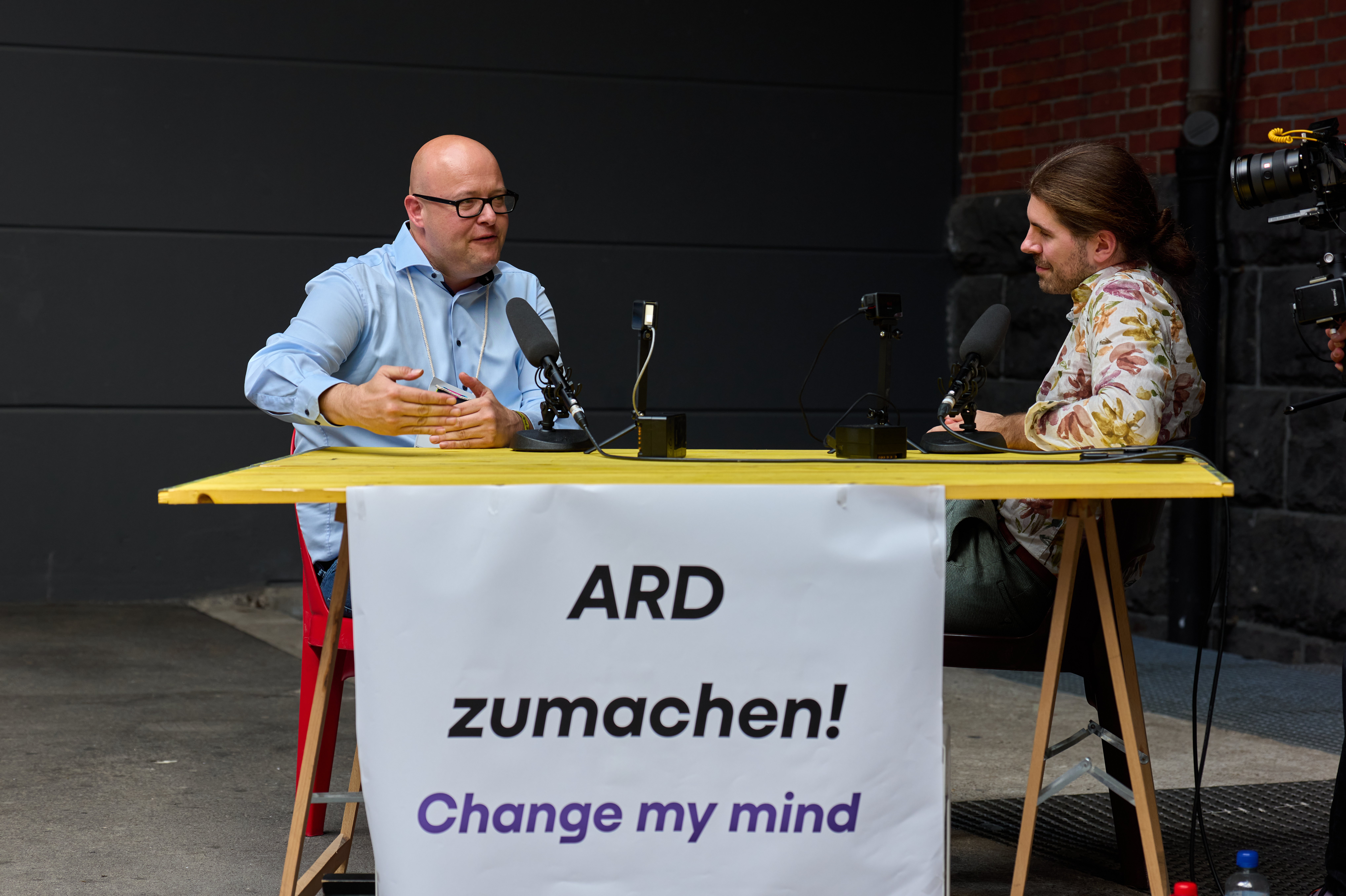
Diskussion mit Leonhard Dobusch auf der re:publica 2025

## Persönliches
Wie auch in seinen Videos vereinzelt thematisiert, hat Prinz Morbus Coats, eine seltene angeborene Augenkrankheit mit sichtbaren Erweiterungen und Veränderungen (Teleangiektasien) der Netzhautgefäße. Aus kosmetischen Gründen trägt er daher seit Ende 2012 manchmal ein Glasauge.

## Trivia
Bis ins Jahr 2016 benutzte Prinz das Lied Perchta der fränkischen Pagan-Metal-Band Delirium als Intro für zahlreiche Videos auf dem Parabelritter-Kanal.